# Silvermines Mountains West SAC
Silvermines Mountains West SAC este o arie protejată (arie specială de conservare — SAC, sit de importanță comunitară — SCI) din Irlanda întinsă pe o suprafață de 625,04 ha, integral pe uscat.

## Localizare
Centrul sitului Silvermines Mountains West SAC este situat la coordonatele 52°46′48″N 8°16′40″W / 52.78005°N 8.277685°V.

## Înființare
Situl Silvermines Mountains West SAC a fost declarat sit de importanță comunitară în iunie 2003 pentru a proteja 1 specie de animale. Situl a fost protejat și ca arie specială de conservare în aprilie 2017.

## Biodiversitate
Situată în ecoregiunea atlantică, aria protejată conține 5 habitate naturale: Pajiști umede nord-atlantice cu Erica tetralix, Pajiști uscate europene, Pajiști calaminariene cu Violetalia calaminariae, Formațiuni ierboase bogate în specii de Nardus, dezvoltate pe substraturi silicioase în zone montane (și în zone submontane, în Europa continentală), Turbării de acoperire (* exclusiv pentru turbării active).
La baza desemnării sitului se află o specie protejată de  păsări: erete vânăt (Circus cyaneus).